# Kriminalaktennachweis
Ein Kriminalaktennachweis (KAN) ist ein zentrales Verzeichnis der deutschen Polizei zur Erfassung und Verknüpfung von Einträgen in diversen anderen Karteien.
Der Kriminalaktennachweis ist grundsätzlich ein reines Aktennachweissystem, also ein Verzeichnis von Ermittlungsakten der deutschen Bundes- bzw. Landespolizeien, die über eine Person verfügbar sind. Alle wesentlichen Informationen über Strafverfahren bezüglich einer Person werden bei der Polizei in Kriminalakten gespeichert. Hinweise auf diese Kriminalakten stehen über Kriminalaktennachweise elektronisch den einzelnen Landespolizeien, dem BKA und allen Behörden mit Zugriff auf INPOL-KAN zur Verfügung.
KAN ermöglicht den Zugriff auf papierne Unterlagen, darf aber auch einige Fallgrunddaten enthalten, aus denen sich ein Überblick über die inhaltlichen Vorwürfe gegen die betroffene Person ergibt.
INPOL-KAN ist bundesweit zugänglich und es dürfen lediglich Taten gespeichert werden, die von länderübergreifender, internationaler oder erheblicher Bedeutung sind.
Im Zusammenhang mit der Einführung von INPOL-neu wird die Polizei den INPOL-KAN auf alle sonstigen Taten einer Person erweitern, die bereits mit einer INPOL-relevanten Tat gespeichert sind. Datenschutzbeauftragte halten diese Erweiterung allerdings für rechtswidrig.

## Historie
Das System „Kriminalaktennachweis“ (KAN) beruht auf einer Anordnung vom 22. März 1983 und hat den § 8 BKAG als Rechtsgrundlage.
4,4 Mio. Datensätze waren hier Stand 25. Juni 2009 gespeichert.

## Bundeskriminalamt
Über den „Kriminalaktennachweis“ (KAN) hinaus gibt es beim BKA noch den BKA-Aktennachweis, ebenfalls mit Rechtsgrundlage § 8 BKAG mit folgendem Inhalt: „Nachweis von Kriminalakten, die im BKA aufgrund des kriminalpolizeilichen Meldedienstes oder Schriftverkehrs im Zusammenhang mit Ermittlungsverfahren, erkennungsdienstlichen Unterlagen, sonstigem polizeilich relevanten Schriftverkehr ange- legt werden, wenn sie nicht in der Datei Kriminalaktennachweis (KAN) gespeichert sind“. Die Anordnung erfolgte am 29. Mai 1985, angeblich ohne Errichtungsanordnung. Stand 25. Juni 2009 waren hierin 2,2 Mio. Datensätze gespeichert.
Stand 17. Juni 2015 führte das BKA ca. 3,6 Mio. eigene Kriminalakten, davon ca. 1 Mio. elektronisch, die übrigen in Papierform. Die Akten werden über die Dateien „Aktennachweis“ (AN) und „Kriminalaktennachweis“ (KAN) verwaltet. Der KAN ist über das polizeiliche Informationssystem (INPOL) bundesweit abrufbar.
Das BKA unterstützt als Zentralstelle die Polizeien der Länder bei der Verhütung und Verfolgung bestimmter Straftaten. Hierfür betreibt es mit dem polizeilichen Informationssystem (INPOL) einen elektronischen Datenverbund zwischen Bund und Ländern der auch zentrale erkennungsdienstliche Sammlungen umfasst, die sog. E-Gruppe. In diesen können die Landespolizeien z. B. Fingerabdrücke und Lichtbilder von Personen speichern. Hatte die Polizeibehörde eines Landes das Datum gelöscht, führte dies in der Vergangenheit nicht automatisch auch zur Löschung beim BKA. Der Vorgang wurde lediglich als „Besitzaufgabe“ durch das Land angesehen. Diese Vorgehensweise hatte der Bundesdatenschutzbeauftragte kritisiert. Das Verfahren wurde daraufhin geändert. Etwa 80 Prozent der aufgelaufenen Daten hat das BKA nach Umstellung auf das neue Verfahren gelöscht.

## Bundespolizei
Der Bundespolizeiaktennachweis (BAN) mit Rechtsgrundlage §§ 1 bis 7, 12, 29 BPolG und §§ 483 Abs. 3, 484 Abs. 4 StPO „dient dem Nachweis von personengebundenen Akten, deren Führung bei Dienststellen der Bundespolizei sowie für den grenzpolizeilichen Bereich bei den entsprechenden Stellen der beauftragten Polizeibehörden in den Ländern Bayern, Hamburg und Bremen, zur Erfüllung der ihnen obliegenden Aufgaben, auf dem Gebiet der Strafverfolgung und der Gefahrenabwehr erforderlich ist“. Die Regel-Speicherfrist beträgt zwischen 2 und 5 Jahren. BAN geht zurück auf eine Anordnung vom 26. August 2004 und umfasst 273.000 Datensätze (Stand 25. Juni 2009).

„Alle Nutzer des Vorgangsbearbeitungssystems der Bundespolizei „@rtus-Bund“ können die in der „eKA“ enthaltenen Daten einsehen, ohne dass es wie bis 2013 eines Ersuchens um Übersendung der (Papier-)Kriminalakte bedarf. Hierdurch besteht die Gefahr einer unverhältnismäßigen Ausweitung von Zugriffsrechten. Als Schutzmaßnahme ist deshalb vorgesehen, dass die Bundespolizisten vor dem Zugriff auf die „eKA“ die Notwendigkeit der Nutzung begründen müssen. Alle Zugriffe werden zudem protokolliert.“

Wird zu einer natürlichen Person eine „eKA“ angelegt, wird jedes einzelne Delikt in einem gesonderten virtuellen „Merkblatt“ gespeichert. Jedes Merkblatt hat ein eigenes Aussonderungsprüfdatum und kann unabhängig von ggf. weiteren bestehenden Merkblättern gelöscht werden. Außerdem setzt die Verlängerung jedes Aussonderungsprüfdatums grundsätzlich voraus, dass neue Erkenntnisse in der Zwischenzeit hinzugekommen sind. Die Verlängerung muss immer begründet und dokumentiert werden.
Die elektronische Kriminalakte (eKA) ist eine nach einheitlichen Kriterien automatisiert geführte kriminalpolizeiliche Sammlung wesentlicher Straftaten zu einer einzelnen Person. Pro Person wird bei der Bundespolizei nur eine eKA geführt. Die kriminalaktenhaltende Stelle (KAH) erhält die zu verarbeitenden Daten über sogenannte Merkblätter, die von den fallbearbeitenden Beamten der Bundespolizei unter Anwendung der Erfassungsrichtlinie @rtus-Bund und nach Maßgabe der „Kurzanleitung Merkblatterstellung für die elektronische Kriminalakte (eKA)“ erstellt werden. Angaben zum Anlegen und Führen der eKA ergeben sich aus der „Rahmendienstanweisung elektronische Kriminalakte“.
Der Nachweis der eKA erfolgt – je nach der Bedeutung von Täter und Tat – im INPOL-BPOL (Informationssystem der Polizei-Bundespolizei) in der Datei BAN (Bundespolizei-Akten-Nachweis) oder im INPOL-Zentral (Gesamtdatenbestand der Bundespolizei, des Bundeskriminalamts und der Polizeien der Länder) in der Datei KAN (Kriminal-Akten-Nachweis). Die Schutzklasse KAN ist bundesweit über das INPOL-Zentral für alle Polizeien zugänglich. Dort sind schwere Straftaten oder auch Straftaten mit überregionaler Bedeutsamkeit zu dokumentieren. Dies ist im Einzelnen in Ziffer 4. der „Rahmenrichtlinie für den Kriminalaktennachweis (KAN)“ geregelt.
Die Zuordnung zur Schutzklasse BAN oder KAN ergibt sich aus der Negativliste in Ziffer 3.4 der Rahmendienstanweisung eKA, den Zugangskriterien KAN gemäß Ziffer 4.1 (Schwere Straftaten) der Rahmenrichtlinie KAN sowie aus der Aufzählung der schweren Straftaten in § 100a Abs. 2 StPO. Wann „Sonstige Straftaten mit überregionaler Bedeutung“ vorliegen, ist in Ziffer 4.3 der Rahmenrichtlinie KAN geregelt.

## Bayern
Im bayerischen Kriminalaktennachweis sind derzeit 1,6 Millionen Datensätze von Personen gespeichert. Damit ist der KAN in Bayern die größte derartige Datei eines Bundeslandes. Rechtsgrundlage in Bayern für die Speicherung personenbezogener Daten im KAN ist der Artikel 54 des Bayerischen Polizeiaufgabengesetzes.

## Schleswig-Holstein
Der „Kriminal-Akten-Nachweis (eKA)“ dient der Speicherung von Personen aus Strafermittlungsverfahren, die einer Straftat verdächtig sind und bei denen nach Ausführung und Schwere der Tat oder nach der Persönlichkeit des Verdächtigen die Gefahr der Wiederholung besteht. Dem liegt eine Errichtungsanordnung vom 19. Februar 2010 zugrunde. Gespeichert sind hier
- 70.000 Datensätze (Stand 13. Dezember 2013)[18]
- 48.000 Personen (Stand 13. Dezember 2013)[18]
- 38.000 Personen (Stand 26. Januar 2017)[19]

Jeder Nutzer des Vorgangsbearbeitungssystems @rtus kann auch hierauf zugreifen.
Der Echt-Betrieb der elektronischen Kriminalakte begann am 1. Oktober 2007.
Mit Datum 27.11.2007 ergingen „Ergänzende Hinweise für die Erstellung und die Führung von Kriminalakten“.
Sie traten sofort in Kraft. Gleichzeitig traten die bis dahin geltenden Hinweise vom 1. August 2005 außer Kraft. Mit sofortiger Wirkung trat die Richtlinie für den Kriminal-Akten-Nachweis (KAN) vom 26. Juni 2008 in Kraft. Am 4. November 2008 erließ das Land Schleswig-Holstein die Richtlinie für das Anlegen sowie die Führung und Nutzung einer elektronischen Kriminalakte (eKA-Richtlinie). Die Richtlinie trat sofort in Kraft. Die Richtlinien für die Führung Kriminalpolizeilicher personenbezogener Sammlungen (KpS-Richtlinien) vom 15. August 1994 galten womöglich noch parallel.